# Жавель — Андре Ситроен (станция метро)
Жавель — Андре Ситроен (фр. Javel — André Citroën) — станция линии 10 Парижского метрополитена, расположенная в XV округе Парижа. Своё двойное название получила по кварталу Жавель и в честь французского автопромышленника, основателя компании Ситроен Андре Гюстава Ситроена.

## История
- Станция открылась 30 сентября 1913 года в составе участка Шарль Мишель — Порт д’Отёй, входившего тогда в состав линии 8[2]. 27 июля 1937 года, в результате реорганизации линий метро на левом берегу Парижа, станция вошла в состав линии 10. В начале 2000-х годов станция подверглась реновации.
- Пассажиропоток по станции по входу в 2011 году, по данным RATP, составил 2 473 278 человек[3]. В 2013 году этот показатель вырос до 2 565 099 пассажиров (213 место по уровню входного пассажиропотока в Парижском метро)[4].

## В массовой культуре
В 1936 году Шарль Трене создал шансон Y’a d’la joie, сюжет которого связан со станцией.
Упоминается в повести Михаила Веллера "Хочу в Париж".